# Clarisse Nicoïdski
Clarisse Nicoïdski, (de nacimiento Clarisse Abinun) (Lyon, 9 de agosto de 1938 - Étampes, 23 de diciembre de 1993) fue una escritora y poeta francesa. Sus poemas los escribió en lengua sefardí.

## Biografía
Nicoïdski nació en el 6º barrio de Lyon, en el seno de una familia judía originaria de Bosnia (Sarajevo). Era hermana del pintor Jacques Abinun. Escribió fundamentalmente en francés, a excepción de sus poemas, para los que utilizó el judeoespañol.
En 1954 se trasladó con su familia a Casablanca, donde vivieron hasta 1959, y allí descubrió Marruecos y el norte de África. Se casó con el pintor Robert Nicoïdski y tuvo un hijo, el escritor Louis Sanders.
Entre sus obras destacan la autobiografía novelada de Modigliani (1989), la biografía de Soutine (1993) y su Histoire des femmes peintres (Historia de las pintoras) (1994). Sus obras han sido traducidas a varios idiomas (español, inglés, alemán, etc.).
Nicoïdski fue miembro del consejo editorial de Los Nuevos Cuadernos, impartió conferencias y comunicaciones en diversas universidades de Francia y del extranjero y era profesora de inglés.

## Citas
- «La pintura siempre ha habitado en mi escritura»
- «No sé nada de religión, pero quisiera que estas palabras en la lingua perdida sean para ella, mi madre, como un kadish repetido a menudo»[4]

## Obras

### Estudios
- Soutine ou la profanation, París, J. -DO. Lattès, 1993. Reedición, EST-Samuel Tastet Publisher, 2023, p. 304 ISBN 9782868180827
- Une histoire des femmes peintres des origines à nos jours, París, J. -DO. Lattès, 1994.

### Novelas
- Le Désespoir tout blanc, París, Le Seuil, 1968 (puesta en escena por Daniel Mesguich en 1988 en el Théâtre Gérard-Philipe de Saint-Denis).

- La Mort de Gilles, París, Mercure de France, 1970.
- La Nuit verte, París, Mercure de France, 1972 ISBN 271520969X.
- La Balle Dum Dum, París, La Table Ronde, 1976 ISBN 2710322935.
- Les Voyages de Gabriel, París, Mercure de France, 1971.
- Le Trou de l'aiguille, París, Mercure de France, 1973 ISBN 2715210108.
- Couvre-feux, París, Ramsay, 1981.
- Amadeo Modigliani: autobiographie imaginaire, París, Plon, 1989.
- Le Train de Moscou, París, Flammarion, 1989.
- Guerres civiles, París, Payot, 1991.
- Rumeurs dans la salle des profs.
- Milord, París, Mercure de France, 1996, coll. Azul, ISBN 2715219199.
- Le Désespoir tout blanc, París, Joëlle Losfeld, 2000, coll. Arcanos; París, Gallimard, 2003 ISBN 2844120423, estrenada por Daniel Mesguich en 1988 en el Théâtre Gérard-Philipe de Saint-Denis.
- Raphaël, je voulais te dire …
- Ann Boleyn, obra creada en 1993 en La Métaphore en una producción de Daniel Mesguich.
- Frères de sang.

- Les Amants.

### Novelas eróticas
- Le Pot de miel, París, Mercure de France, 1991, coll. "El Mercurio Galante",ISBN 2715217145.
- La Ruche, Ediciones Blanche.

### Libreto de ópera
- Les Cerveaux de feu

### Artículos
- "Dans la semi-indifférence du petit matin”, Cuadernos nuevos, nº 76, 1984, pp. 16-18 (sobre la detención de Klaus Barbie).

### Libros de poesía (en ladino/sefardí)[4]
- Lus ojus las manus la boca (1978)
- Caminus di palavras (1980), publicado parcialmente en Poesía, revista ilustrada de información poética, nº 10, Madrid, Invierno 1980-81, pp. 7-14.
- Los poemas de Nicoïdski han sido recogidos en El Color del Tiempo, que reúne por primera vez su obra poética completa.[6]

## Premios y reconocimientos
Recibió el premio de la Academia Francesa de 1968 por su primera novela, Le désespoir tout blanc, y el Premio de las Lectoras de la revista Elle por su libro autobiográfico sobre los años de la Ocupación, Couvre-feux.
Haïm Vidal Séphiha le dedica un capítulo titulado “Clarisse Nicoidski, la última poeta judeoespañola» en su Homenaje a Mathilde Pomès: «En la cadena de escritoras judeo-españolas, Clarisse Nicoidski representa la generación de la ocupación nazi, de la cacería humana, de la caza de judíos, que vivió de niña (véase su excelente novela Toque de queda), las convulsiones y los enfrentamientos, los grandes miedos, la búsqueda permanente de nuevos refugios, de los que fue testigo. Con los ojos, el corazón y la mente de una niña, los experimentó y los sintió como una serie de "Juegos Prohibidos".»
La cantante argentina Dina Rot puso música a varios poemas de Nicoïdski en el álbum sefardí Una manu tumo l’otra.
El compositor español Tomás Garrido compuso en 1992 su obra Caminus di palavras, para orquesta de cuerda, bajo el influjo de los poemas de Nicoïdski publicados en 1981 por la revista Poesía.   